# Mahmood-moskee (Haifa)
De Mahmood-moskee is een moskee in de wijk Kababir, in de havenstad Haifa, de staat Israël. Het werd eind jaren zeventig gebouwd door de Ahmadiyya-gemeenschap.

## Geschiedenis
De eerste moskee op de berg Karmel werd gebouwd in 1931. De Mahmood-moskee werd gebouwd in de jaren zeventig. Het is vernoemd naar de tweede Khalifa van de Ahmadiyya-gemeenschap Mirza Bashiruddin Mahmood Ahmad.
De moskee heeft twee witte minaretten van 35 meter hoog, die de skyline van de woonwijken op de nabijgelegen bergkammen domineren. De bouw van de moskee werd gefinancierd door leden van de lokale Ahmadiyya-gemeenschap, die vanuit Ni'lin, een Palestijns dorp in de buurt van Jeruzalem, naar Kababir verhuisde.